# 吏読
吏読（りとう、이두（イドゥ）、朝鮮民主主義人民共和国では리두、リドゥ）とは、漢字による朝鮮語の表記方法の一つである。「吏書」、「吏道」、「吏刀」、「吏吐」などとも呼ばれる。三国時代に始まり、19世紀末まで用いられた。古代朝鮮語の資料の一つに数えられる。

## 概要
吏読は、広義には口訣・郷札などを含め、漢字を借りた朝鮮語の表記法全般を指す。狭義には吏読文における漢字による朝鮮語表記を指す。吏読文とは、胥吏などが行政文書を作る際に用いた漢字表記の散文を主に指すが、同様の文体で書かれた民間の書簡文についても吏読文と称する。ここでは、狭義の吏読について述べる。
吏読の成立時期は明確ではないが、おおよそ三国時代に起こり統一新羅期に確立したものと考えられる。なお、文献資料では新羅人である薛聡が吏読を創作したという記述が見えるが検証するに値する証拠はなく、むしろ薛聡が当時の表記法を整理したと見なすのが妥当であろう。
新羅期に記された大方広仏華厳経などにも吏読が確認出来る。
また小林芳規徳島文理大教授により、この吏読がカタカナの元となったとする説がある。

## 表記法
吏読では名詞・動詞語幹などの実質的部分は主に漢語が用いられ、文法的部分に吏読が主に用いられる（名詞・動詞部分に吏読が用いられる例もある）。朝鮮半島では漢字を受容してしばらくは正統な漢文が用いられたと見られるが、その後朝鮮語の語順に合わせて漢字を配列した「誓記体」などの擬似漢文が現れる。吏読はこのような朝鮮語の語順で書かれた擬似漢文に、文法的要素がさらに補完されて成立したものと考えられる。
吏読は漢字の音と訓を利用して朝鮮語を表記しているが、漢字の読み方は古くからの読みが慣習的に伝わっている。それらの中には中期朝鮮語とも異なる吏読独特のものもある。例えば、処格「良中（-ahʌi）」に対して中期朝鮮語「-애/-에」など。
以下は、養蚕経験撮要（1415年）に見られる吏読の例である。1.は漢文、2.は吏読文（下線部が吏読、カッコ内は吏読の翻訳）、3.は吏読部分をハングル表記（現代語式のつづり）したものである。
1. 蠶陽物大惡水故食而不飲（蚕は陽物にして大いに水を悪（にく）む、故に食して飲まず）
2. 蠶段陽物是乎等用良水氣乙厭却桑葉叱分喫破爲遣飲水不冬（蚕ハ陽物ナルヲモッテ水気ヲ厭却、桑葉ノミ喫破シ飲水セズ）
3. 蠶딴 陽物이온들쓰아 水氣을 厭却 桑葉뿐 喫破하고 飲水안들